# Liste des villes jumelées de Grèce

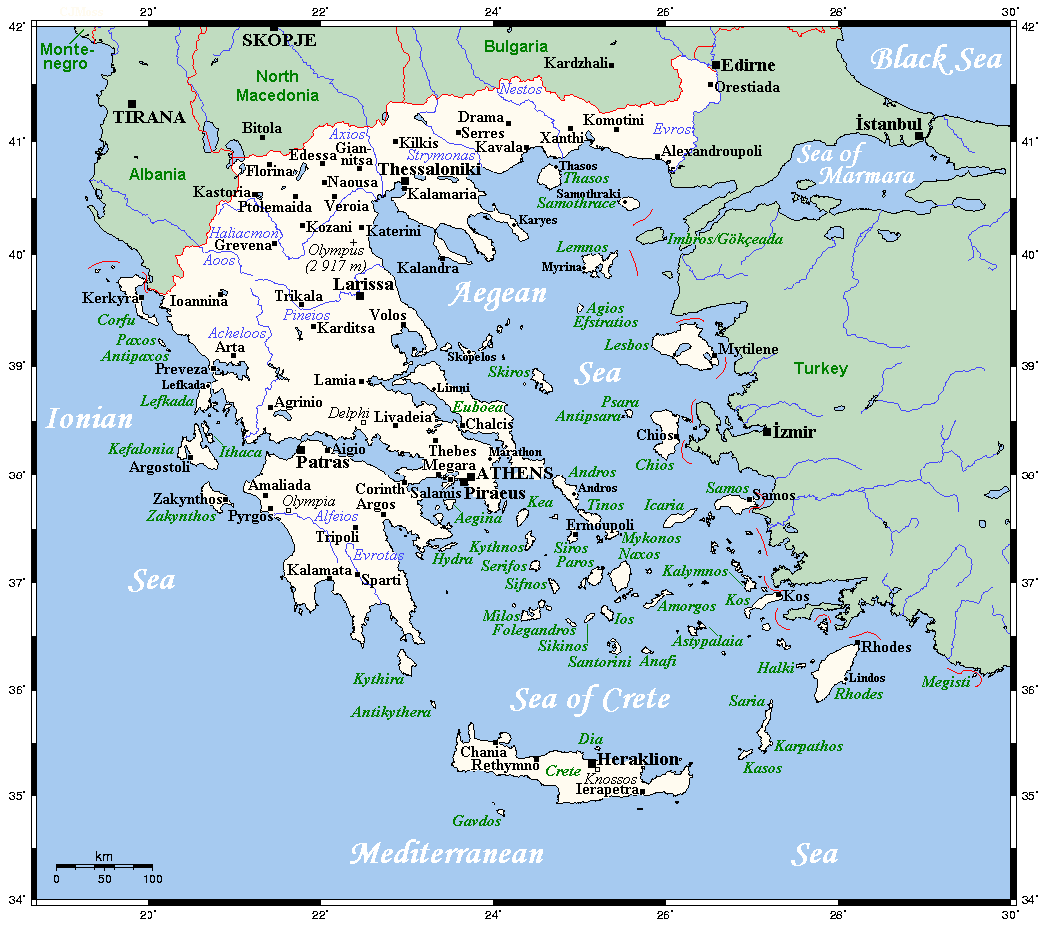
Carte de la Grèce.

Ceci est une liste des villes jumelées de Grèce ayant des liens permanents avec des communautés locales dans d'autres pays. Dans la plupart des cas, en particulier quand elle officialisée par le gouvernement local, l'association est connue comme « jumelage » (même si d'autres termes, tels que « villes partenaires », Sister Cities, ou « municipalités de l'amitié » sont parfois utilisés). La plupart des endroits sont des villes, mais cette liste comprend aussi des villages, des districts, comtés, etc., avec des liens similaires.
- Haut – A
- B
- C
- D
- E
- F
- G
- H
- I
- J
- K
- L
- M
- N
- O
- P
- Q
- R
- S
- T
- U
- V
- W
- X
- Y
- Z

## A

### Archéa Olympía
- Antibes (France) (2001)[1]

### Argos
- Abbeville (France) (1993)[2]

### Athènes
| - Barcelone (Espagne) (1999) - Pékin (Chine) (2005) - Bethléem (Territoires palestiniens) (1986), | - Chicago (Illinois, États-Unis) (1997) - Cuzco (Pérou) (1991) - Naples (Italie) - Nicosie (Chypre) (1988) |  |

Partenariats
- Belgrade (Serbie) (1966)[11]

## E

### Eleftheroúpoli
- Antony (France) (2000)[12]

### Ellinikó-Argyroúpoli
- Castanet-Tolosan (France) (1993)[13]

## G

### Gýthio
- Villeneuve-lès-Avignon (France) (1997)[14]

## K

### Kálymnos(el)
- Arles (France) (2004)[15]

### Karpenísi
- Asheville (Caroline du Nord) (États-Unis)[16]

### Kos
- Châtenay-Malabry (France) (2006)[17]

## M

### Myrtiá
- Cadenet (France) (1992)[18]

## N

### Nauplie
| - Bourgas (Bulgarie) depuis 1984 - Cetinje (Monténégro) depuis 1995 | - Niles (Illinois, États-Unis) depuis 1995 | - Poti (Géorgie) depuis 1990 - Royan (France) depuis 2005 |

## P

### Patras
| - Ammochostos (Famagusta) (Chypre) - Banja Luka (Bosnie-Herzégovine) - Bydgoszcz (Pologne) | - Limassol (Chypre) - Wuxi (Chine) | - Saint-Étienne (France) - Debrecen (Hongrie) |

### Préveza
Preveza est un membre fondateur du Douzelage, une association de villes jumelées de 23 villes à travers l'Union européenne. Ce jumelage actif a commencé en 1991 et il y a des événements réguliers, comme un marché de produits de chacun des autres pays et des festivals,.
| - Altea (Espagne) - Bad Kötzting (Allemagne) - Bellagio (Italie) - Bundoran (Irlande) - Chojna (Pologne) - Granville (France) - Holstebro (Danemark) - Houffalize (Belgique) | - Judenburg (Autriche) - Karkkila Finlande) - Kőszeg (Hongrie) - Marsaskala (Malte) - Meerssen (Pays-Bas) - Niederanven (Luxembourg) - Oxelösund (Suède) | - Prienai (Lituanie) - Sesimbra (Portugal) - Sherborne (Angleterre) - Sigulda (Lettonie) - Sušice (République tchèque) - Türi (Estonie) - Zvolen (Slovaquie) |

### Pýdna-Kolindrós
- Cissé (France) (1989)[26]

## V

### Vóri
- Camblanes-et-Meynac (France) (1995)[27]

## Sources
- (en) Cet article est partiellement ou en totalité issu de l’article de Wikipédia en anglais intitulé « List of twin towns and sister cities in Greece » (voir la liste des auteurs).
- « Liste des villes françaises et grecques qui sont jumelées », sur Ambassade de Grèce en France, 18 février 2013 (consulté le 21 septembre 2013)
- (en)« Jumelages », Association des municipalités de Grèce (consulté le 25 août 2013)
- « Annuaire des villes jumelées », Association française du Conseil des Communes et Régions d'Europe (consulté le 21 septembre 2013)